# Hegensdorfer Mühle
Die Hegensdorfer Mühle liegt in der Ortschaft Hegensdorf im Bürener Stadtgebiet, im Kreis Paderborn (Nordrhein-Westfalen). Sie ist eine alte Wassermühle, in der Korn gemahlen wurde.

## Geschichte
Die Mühle wurde in den Jahren 1719 bis 1720 von den Hegensdorfer Bürgern mit Einverständnis der Jesuiten und deren Lehen erbaut. Vor dem Bau der Mühle in Hegensdorf mussten die Hegensdorfer ihr Getreide in Büren mahlen lassen. Seit dem Jahre 1965 befindet sich die Mühle außer Betrieb. Heute wird die Mühle bewohnt.